# Арка ажары
«Арка ажары» (каз. Арқа ажары) — областная газета Акмолинской администрации и маслихата. Выходит на казахском языке.
Издаётся с 1928 года под названием «Жаңа арқа». С 1933 года выходила на казахском и русском языках: «Колхоз екпіндісі» — «Ударник колхоза», с 1939 — «Сталин туы» — «Сталинское знамя», после XX съезда КПСС — «Есіл правдасы» — «Правда Ишима», в 1962—64 — «Тың өлкесі» — «Целинный край». После упразднения Целинного края в 1965 году — «Коммунизм нұры» («Луч коммунизма»). Выходила на казахском языке 6 раз в неделю. В 1979 году газета была награждена орденом Трудового Красного Знамени. С 1 февраля 1991 года носит название «Арка ажары».
В 2011 году творческий коллектив газеты «Арка ажары» удостоен гранта Президента Республики Казахстан в области средств массовой информации.
При написании этой статьи использовался материал из издания «Казахстан. Национальная энциклопедия» (1998—2007), предоставленного редакцией «Қазақ энциклопедиясы» по лицензии Creative Commons BY-SA 3.0 Unported.